# Břišní tyfus
Břišní tyfus (starší český název hlavnička) je nemoc způsobená baktérií Salmonella typhi. Toto závažné onemocnění je přenášené stravou nebo kontaminovanou vodou. Bakterie se množí v krvi infikované osoby, jsou absorbovány do zažívacího traktu a vyloučeny. Inkubační doba u břišního tyfu je 7–14 dnů a obvykle probíhá bezpříznakově. Diagnóza je potvrzena kultivací z krve, kostní dřeně nebo stolice. Léčba spočívá v podávání antibiotik.

## Projevy onemocnění
- vysoká horečka (39–40 °C)
- zimnice
- nízká srdeční frekvence
- celková slabost
- průjem
- bolest hlavy
- bolesti svalů
- nechutenství
- zácpa
- bolest břicha
- v některých případech výskyt plochých, růžově zbarvených flíčků
- jsou možné i extrémní projevy, jako například perforace nebo krvácení ze střeva, zmatenost apod.

## Výskyt

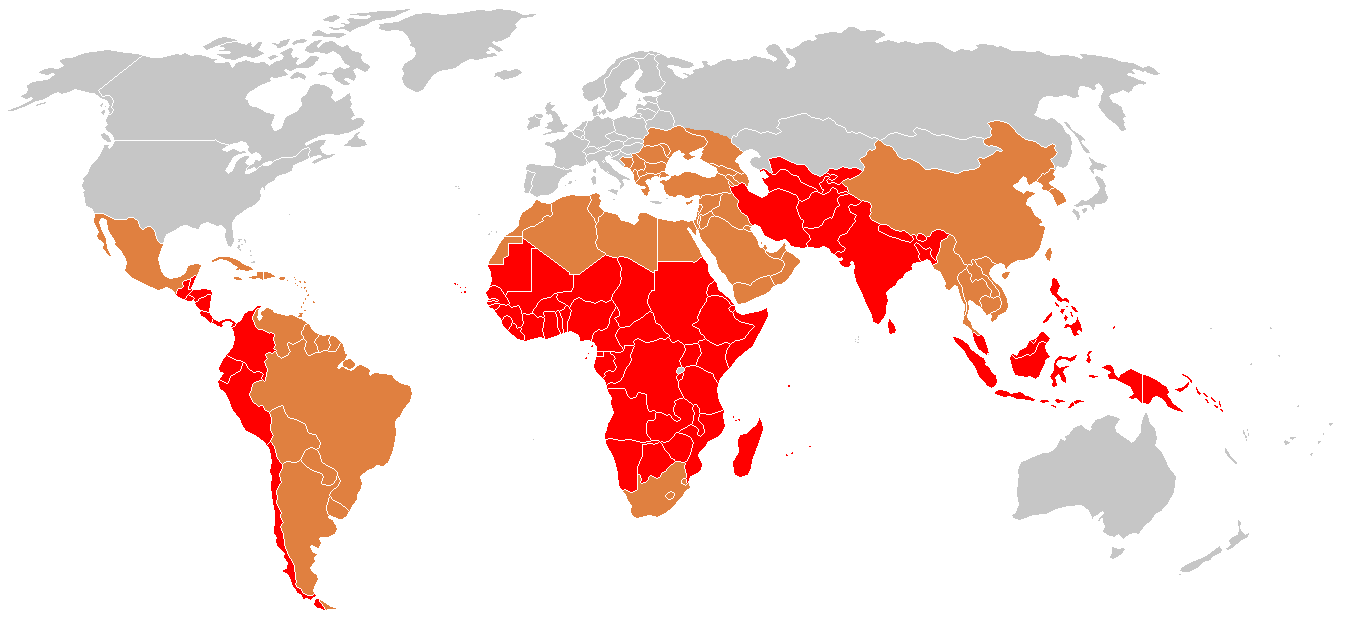
Rozšíření břišního tyfu ve světě
Silný endemický výskyt
Endemický výskyt
Řídké případy

Břišní tyfus je rozšířený ve všech zemích s teplým klimatem a nízkým hygienickým standardem. Celosvětově je odhadován výskyt onemocnění na 16 milionů nových případů ročně a 600 tisíc souvisejících úmrtí. Nakazí se přibližně 1 cestovatel z 25–30 tisíc, na indickém subkontinentu 1 ze 3 tisíců. V průmyslově vyspělých zemích se břišní tyfus stal vzácným onemocněním, a to především díky dobrým hygienickým podmínkám a kvalitnímu zdravotnictví. Většina nových případů v těchto zemích je importována cestovateli nebo imigranty. Problémem zůstává tyfus především v rozvojových zemích Asie, Střední a Jižní Ameriky a Afriky.

## Klinické projevy
Inkubační doba u břišního tyfu činí 7–14 dnů a obvykle probíhá bezpříznakově. Samotné onemocnění se projevuje vysokou horečkou (39–40 °C), bolestmi hlavy, nechutenstvím, malátností, vyrážkou, bolestmi břicha. Tyto příznaky jsou dále spojeny s ospalostí, vyčerpaností, zřetelně zastřeným vědomím během dne a s noční nespavostí. K průjmu dochází jen ve dvou třetinách případů. Klinické příznaky u léčených pacientů rychle ustupují během 2–5 dnů. Onemocnění však může být provázeno komplikacemi jako například krvácení do střev, vzácně i protržení střev, zánět pobřišnice nebo zánět žlučníku, který se častěji vyskytuje u žen a vede k bacilonosičství. U dětí bývá průběh břišního tyfu mírnější, naopak u starších osob toto onemocnění doprovázejí komplikace.